# Begonia ynesiae
Espèce
Statut de conservation UICN

 VU A4c; D2 : Vulnérable
Begonia ynesiae est une espèce de plantes de la famille des Begoniaceae.
L'espèce fait partie de la section Gobenia.
Elle a été décrite en 1979 par Lyman Bradford Smith (1904-1997) et Dieter Carl Wasshausen (1938-…).

## Répartition géographique
Cette espèce est originaire d'Équateur.